# Piotr Kalinin
Piotr Zacharowicz Kalinin (ros. Пётр Захарович Калинин, biał. Пётр Захаравіч Калінін, ur. 29 września?/12 października 1902 we wsi Olchowiki w guberni witebskiej, zm. 12 grudnia 1966 w Mińsku) – radziecki polityk i wojskowy, jeden z przywódców radzieckiego ruchu partyzanckiego Białoruskiej SRR, generał major.

## Życiorys
W latach 1924–1926 w Armii Czerwonej, później pracownik administracji w rejonie szumilińskim, od 1928 w WKP(b), brał udział w przeprowadzaniu przymusowej kolektywizacji w Białoruskiej SRR i masowym rozkułaczaniu. W 1937 ukończył Republikańską Szkołę Propagandzistów przy KC Komunistycznej Partii (bolszewików) Białorusi, 1938-1939 kierownik wydziału rolnego KC KP(b)B, w 1939 zastępca ludowego komisarza rolnictwa Białoruskiej SRR. Po agresji ZSRR na Polskę i zaborze wschodnich ziem RP, we wrześniu-październiku 1939 przewodniczący Tymczasowego Zarządu miasta Lida, od 29 listopada 1939 do października 1940 I sekretarz Komitetu Obwodowego KP(b)B w Wilejce, od 20 maja 1940 do 20 września 1952 członek KC KP(b)B, 1940-1941 słuchacz Wyższej Szkoły Organizatorów Partyjnych przy KC WKP(b). Od maja 1941 do 2 września 1944 II sekretarz KC KP(b)B, od 1941 członek Rady Wojskowej 21 Armii, później zastępca szefa Sztabu Ruchu Partyzanckiego przy Radzie Wojskowej Froncie Zachodnim, a od 9 września 1942 do 1944 szef Białoruskiego Sztabu Ruchu Partyzanckiego. Od września 1944 do 13 grudnia 1948 I sekretarz Komitetu Obwodowego KP(b)B w Grodnie, od grudnia 1948 do 1951 zastępca przewodniczącego Rady Ministrów Białoruskiej SRR, 1951-1953 minister sowchozów Białoruskiej SRR, 1953-1958 minister gospodarki drogowej i transportowej Białoruskiej SRR. Od 27 stycznia 1956 do 17 lutego 1960 członek KC KPB, 1958-1959 minister produktów zbożowych Białoruskiej SRR, następnie doradca Rady Ministrów Białoruskiej SRR. 1946-1958 deputowany do Rady Najwyższej ZSRR.

## Odznaczenia
- Order Lenina (dwukrotnie)
- Order Suworowa II klasy (15 sierpnia 1944)
- Order Czerwonego Sztandaru Pracy
- Order Wojny Ojczyźnianej I klasy
- Medal Partyzantowi Wojny Ojczyźnianej I klasy
- Medal Partyzantowi Wojny Ojczyźnianej II klasy
- Medal „Za obronę Moskwy”
- Medal „Za zwycięstwo nad Niemcami w Wielkiej Wojnie Ojczyźnianej 1941–1945”
- Order Krzyża Grunwaldu II klasy (Polska Rzeczpospolita Ludowa)